# Загальні вибори в Руанді 2024
Загальні вибори в Руанді пройшли 15 липня 2024 року, щоб обрати президента та 53 з 80 депутатів до Палати депутатів. Чинний президент Поль Кагаме, який перебуває на посаді з 2000 року, був переобраний на четвертий термін. Вибори критикувались через недопущення серйозних опозиційних кандидатів.

## Передісторія
На референдумі 2015 року були схвалені поправки до конституції, які дозволяють чинному президенту Полу Кагаме балотуватися на третій термін у 2017 році, а також скорочують президентські терміни з семи до п'яти років, хоча остання зміна набуде чинності не раніше 2024 року.. У 2022 році Кагаме заявив французькому телеканалу, що має намір знову балотуватися в президенти на виборах 2024 року, незважаючи на те, що вже відбув на посаді три терміни.

## Виборча система
Президент Руанди обирається в один тур більшістю голосів. 
Палата депутатів, що складається з 80 місць, обирається двома способами:
- 53 місця обираються прямим голосуванням за закритими списками пропорційного представництва в єдиному загальнонаціональному виборчому окрузі з виборчим порогом у 5%; місця розподіляються методом найбільшого залишку[7].
- Решта 27 місць обираються непрямим шляхом місцевими та національними радами, зокрема 24 зарезервовані для жінок (шість від Східної, Південної та Західної провінцій, чотири від Північної провінції та два від Кігалі), ще два місця для представників молоді та одне для представників людей з обмеженними можливостями[8].

## Кандидати в президенти

#### Зареєстровані
- Поль Кагаме (РПФ), чинний президент з 2000 року.
- Філіп Мпайімана (безпартійний), журналіст, кандидат на виборах 2017 року.
- Френк Хабінеза (ДПЗР), голова Демократичної партії зелених Руанди, кандидат на виборах 2017 року.

## Результати

### Президент
| Кандидат                             | Кандидат                    | Партія                             | Голоси    | %      |
| ------------------------------------ | --------------------------- | ---------------------------------- | --------- | ------ |
|                                      | Поль Кагаме                 | Руандійський патріотичний фронт    | 8,822,794 | 99.18  |
|                                      | Френк Хабінеза              | Демократична партія зелених Руанди | 44,479    | 0.50   |
|                                      | Філіп Мпайімана             | Безпартійний                       | 28,466    | 0.32   |
| Всього                               | Всього                      | Всього                             | 8,895,739 | 100.00 |
| Всього дійсних                       | Всього дійсних              | Всього дійсних                     | 8,895,739 | 99.86  |
| Недійсні/пусті бюлетені              | Недійсні/пусті бюлетені     | Недійсні/пусті бюлетені            | 12,137    | 0.14   |
| Всього голосів                       | Всього голосів              | Всього голосів                     | 8,907,876 | 100.00 |
| Зареєстровано виборців/явка          | Зареєстровано виборців/явка | Зареєстровано виборців/явка        | 9,071,157 | 98.20  |
| Джерело: Національна виборча комісія |                             |                                    |           |        |

### Палата депутатів
| Партія                               | Партія                             | Партія                             | Голоси                  | %                       | Місця | ±  |
| ------------------------------------ | ---------------------------------- | ---------------------------------- | ----------------------- | ----------------------- | ----- | -- |
|                                      | Коаліція РПФ                       | Руандійський патріотичний фронт    | 6,126,433               | 68.83                   | 37    | –2 |
| Центристська демократична партія     | Коаліція РПФ                       |                                    | 6,126,433               | 68.83                   | 37    | –2 |
| Партія солідарності та прогресу      | Коаліція РПФ                       |                                    | 6,126,433               | 68.83                   | 37    | –2 |
| Партія погресу та злагоди            | Коаліція РПФ                       |                                    | 6,126,433               | 68.83                   | 37    | –2 |
| Демократичний союз народу Руанди     | Коаліція РПФ                       |                                    | 6,126,433               | 68.83                   | 37    | –2 |
| Руандійська соціалістична партія     | Коаліція РПФ                       |                                    | 6,126,433               | 68.83                   | 37    | –2 |
|                                      | Ліберальна партія                  | Ліберальна партія                  | 770,896                 | 8.66                    | 5     | +1 |
|                                      | Соціал-демократична партія         | Соціал-демократична партія         | 767,143                 | 8.62                    | 5     | 0  |
|                                      | Ідеальна демократична партія       | Ідеальна демократична партія       | 410,513                 | 4.61                    | 2     | +1 |
|                                      | Демократична партія зелених Руанди | Демократична партія зелених Руанди | 405,893                 | 4.56                    | 2     | 0  |
|                                      | Соціальна партія Імберакурі        | Соціальна партія Імберакурі        | 401,524                 | 4.51                    | 2     | 0  |
|                                      | Безпартійні                        | Безпартійні                        | 19,051                  | 0.21                    | 0     | 0  |
| Непрямо обрані депутати              | Непрямо обрані депутати            | Непрямо обрані депутати            | Непрямо обрані депутати | Непрямо обрані депутати | 27    | 0  |
| Всього                               | Всього                             | Всього                             | 8,901,453               | 100.00                  | 80    | 0  |
| Всього дійсних                       | Всього дійсних                     | Всього дійсних                     | 8,901,453               | 99.93                   |       |    |
| Недійсні/пусті бюлетені              | Недійсні/пусті бюлетені            | Недійсні/пусті бюлетені            | 6,423                   | 0.07                    |       |    |
| Всього голосів                       | Всього голосів                     | Всього голосів                     | 8,907,876               | 100.00                  |       |    |
| Зареєстровано виборців/явка          | Зареєстровано виборців/явка        | Зареєстровано виборців/явка        | 9,071,157               | 98.20                   |       |    |
| Джерело: Національна виборча комісія |                                    |                                    |                         |                         |       |    |

## Нотатки
1. ↑  В 2018 році була частиною коаліції РПФ, де отримала 1 місце.